# Sesamia wiltshirei
Sesamia wiltshirei là một loài bướm đêm trong họ Noctuidae.